# Ottawa Citizen
Ottawa Citizen — ежедневная газета на английском языке, принадлежащая Postmedia Network в Оттаве, Онтарио, Канада. Газета ориентирована на правоцентристов (то есть представляет умеренную критику консерваторов слева и либералов — справа, позволяя высказаться обеим сторонам).

## История
Газета основана под названием «The Bytown Packet» в 1845 Уильямом Харрисом, переименована в Citizen в 1851. Первоначальный девиз газеты, недавно вернувшийся на редакционную страницу, звучал «Честная игра и дневной свет» (то есть гласность).
Газета сменила ряд владельцев. В 1846 году Харрис продал газету Джону Беллу и Генри Дж. Фрилу. Роберт Белл купил газету в 1849 году. В 1877 году Чарльз Герберт Макинтош, редактировавший газету под руководством Роберта Белла, сам стал издателем. В 1879 году газета вошла в число изданий, принадлежащих семье Саутам (Southam), которые в дальнейшем приобрел холдинг Hollinger Inc. Конрада Блэка. В 2000 году Блэк продал большую часть своего канадского холдинга, включая флагманскую компанию National Post, холдингу CanWest Global.
Позиция редакции менялась в зависимости от собственника; газета была реформистской и антитористской при Харрисе и консервативной при Белле. В составе холдинга Southam газета сместилась влево, поддерживая либералов в их критике свободной торговли, которую отстаивала Прогрессивная консервативная партия в конце 1980-х годов. После того, как газету приобрёл Конрад Блэк, она сместилась вправо и стала поддерживать Партию реформ. В 2002 году редактор Рассел Миллс был уволен после публикации статьи с критикой премьер-министра Жана Кретьена и редакционной статьи, призывающей к отставке Кретьена. Газета поддержала Консервативную партию Канады на федеральных выборах 2006 года.
Последний воскресный выпуск вышел 15 июля 2012 года. В 2010—2019 гг., под натиском электронных изданий, тираж газеты неуклонно падал. С 2018 г. газета занимает крайне критическую позицию в отношении мэра Оттавы Джима Уотсона, в особенности в связи со строительством новой ветки метро O-Train, и подробно освещает все неполадки в функционировании метро. На выборах 2019 г. газета примерно одинаково положительно освещала кампании либералов и консерваторов, но воздерживалась от освещения конкурирующих партий (НДП и «зелёных»).
На логотипе газеты ранее изображалась вершина Башни мира на здании парламента в Оттаве. В 2014 году был принят новый логотип, отображающий название газеты на стилизованном контуре Башни мира на зелёном фоне.